# Umol
Umol is een plaats in de gemeente Bosiljevo in de Kroatische provincie Karlovac. De plaats telt 37 inwoners (2001).